# Le Vœu
Pour le film de 1956, voir Le Vœu (film, 1956).
Pour plus de détails, voir Fiche technique et Distribution.
Le Vœu (A Promessa) est un drame portugais réalisé par António de Macedo d'après la pièce de Bernardo Santareno (1957). Premier film portugais en sélection officielle à Cannes, primé à Carthagène, il s'inscrit dans le Novo Cinema.

## Synopsis
À Figueira da Foz, un couple de pêcheurs a fait vœu de chasteté. Un jour, ils recueillent un gitan blessé.

## Fiche technique
- Réalisation : António de Macedo
- Scénario : Bernardo Santareno
- Photographie : Elso Roque
- Montage : António de Macedo
- Musique : Michel Giacometti
- Pays d'origine :  Portugal
- Durée : 102 minutes
- Dates de sortie : 
  - Festival de Cannes : mai 1973
  - Portugal : 21 janvier 1974

## Distribution
- Guida Maria : Maria do Mar
- Sinde Filipe : Labareda
- João Mota : José